# Северен полунощен прилеп
Северните полунощни прилепи (Eptesicus nilssonii) са вид дребни бозайници от семейство Гладконоси прилепи (Vespertilionidae). Разпространени са в умерения пояс на Евразия от Западна Европа до Хокайдо и Сахалин и от Скандинавския полуостров до Северен Ирак и Памир. В България е известен само един екземпляр, открит мъртъв при Рибните езера през 1980 година.
Северният полунощен прилеп има дължина на тялото с главата 45-64 mm, на опашката 37-48 mm, размах на крилете 240-270 mm и маса 8-18 g. Гърбът е тъмнокафяв със светли върхове на космите, коремът е жълтеникавокафяв, а лицето, ушите и мембраните – почти черни. На цвят наподобява силно прилепа на Сави (Hypsugo savii), с който понякога е бъркан, въпреки по-малките си размери.
Предпочита гористи местности, като в южната част от ареала се среща главно в планините. Извършва сезонни миграции, като зимата се премества в по-южните части на ареала. През лятото обитава хралупи и пукнатини в скалите, а през зимата - пещери с относително ниска температура, около 0 °C. Малките се раждат през лятото, обикновено по две. Полетът е бърз и маневрен, като за ориентация използва ехолокация със смесен честотномодулиран и постоянночестотен сигнал с честота 28-30 kHz. Обикновено ловува след залез. Северният прилеп може да ловува и при температура на въздуха близка до точка до замръзване. Храната му се състои от малки насекоми – Diptera, бръмбари, молци и други летящи насекоми.